# فلز ثقيل سام

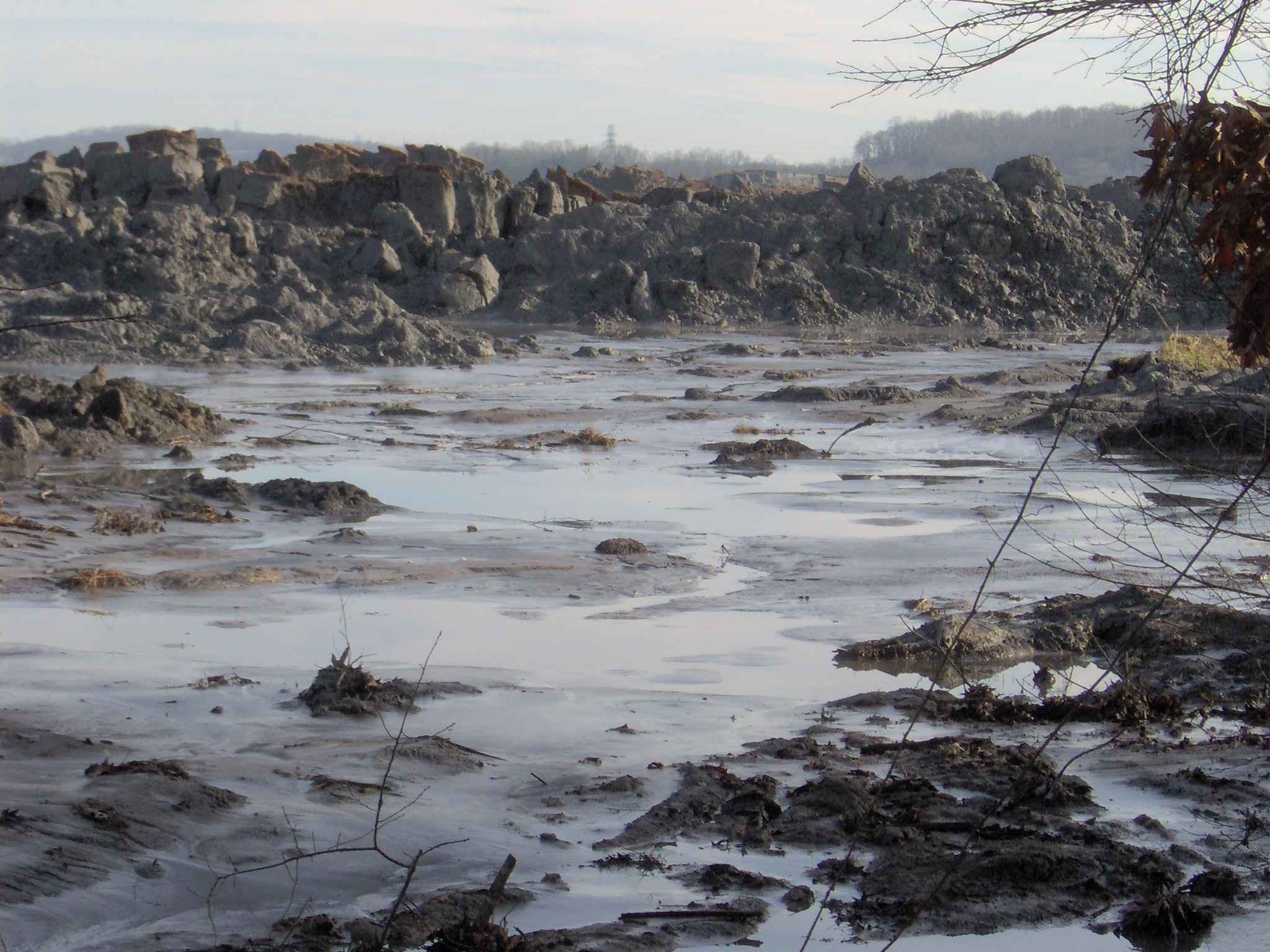
A جدار الفحم (الرماد المتطاير)الملوث بفلزات ثقيلة سامة. Cleanup costs may exceed $1.2 billion.

الفلز الثقيل السام الفلز هو أي فلز كثيف نسبيا تلاحظ احتمالية لسميته، خاصةً في السياقات البيئية. ويطبق هذا المصطلح خاصةً على الكادميوم، والرصاص، والزئبق، والزرنيخ. حيث تظهر هذه العناصر في قائمة منظمة الصحة العالمية لأكثر عشرة عناصر تسبب السمية ذات أهمية عامة كبرى.
كما أن هناك أيضاً بعض العناصر الأخرى مثل المنجنيز، والكروم، والكوبلت، والنيكل، والنحاس، والزنك، والسيلنيوم، والأنتيمون، والثاليوم.
يمكن أن يتم العثور على الفلزات الثقيلة في الأرض بشكل طبيعي، حيث تتركز نتيجة للأنشطة التي يسببها الإنسان ويمكن أن تدخل إلى الأنسجة النباتية، أو الحيوانية، أو البشرية بواسطة الإستنشاق والغذاء والتعامل اليدوي. ثم بعد ذلك ترتبط وتتداخل أيضا مع عمل لمكونات الخلوية الحيوية. وقد عُرف التأثير السمي للزرنيخ والزئبق والرصاص لدى القدماء، بينما ظهرت الدراسات المنهجية لسمية بعض الفلزات الثقيلة منذ عام 1868 فقط.
وتتم معالجة تسمم الفلزات الثقيلة في البشر بشكل عام بواسطة تناول العوامل المخلبية والتي ترتبط بذرات الفلز داخل الخلايا فتمنع حدوث التسمم، وعلى الرغم من ذلك فإن بعض الفلزات الثقيلة ضرورية بكميات قليلة لصحة الإنسان.

## مصادر التلوث

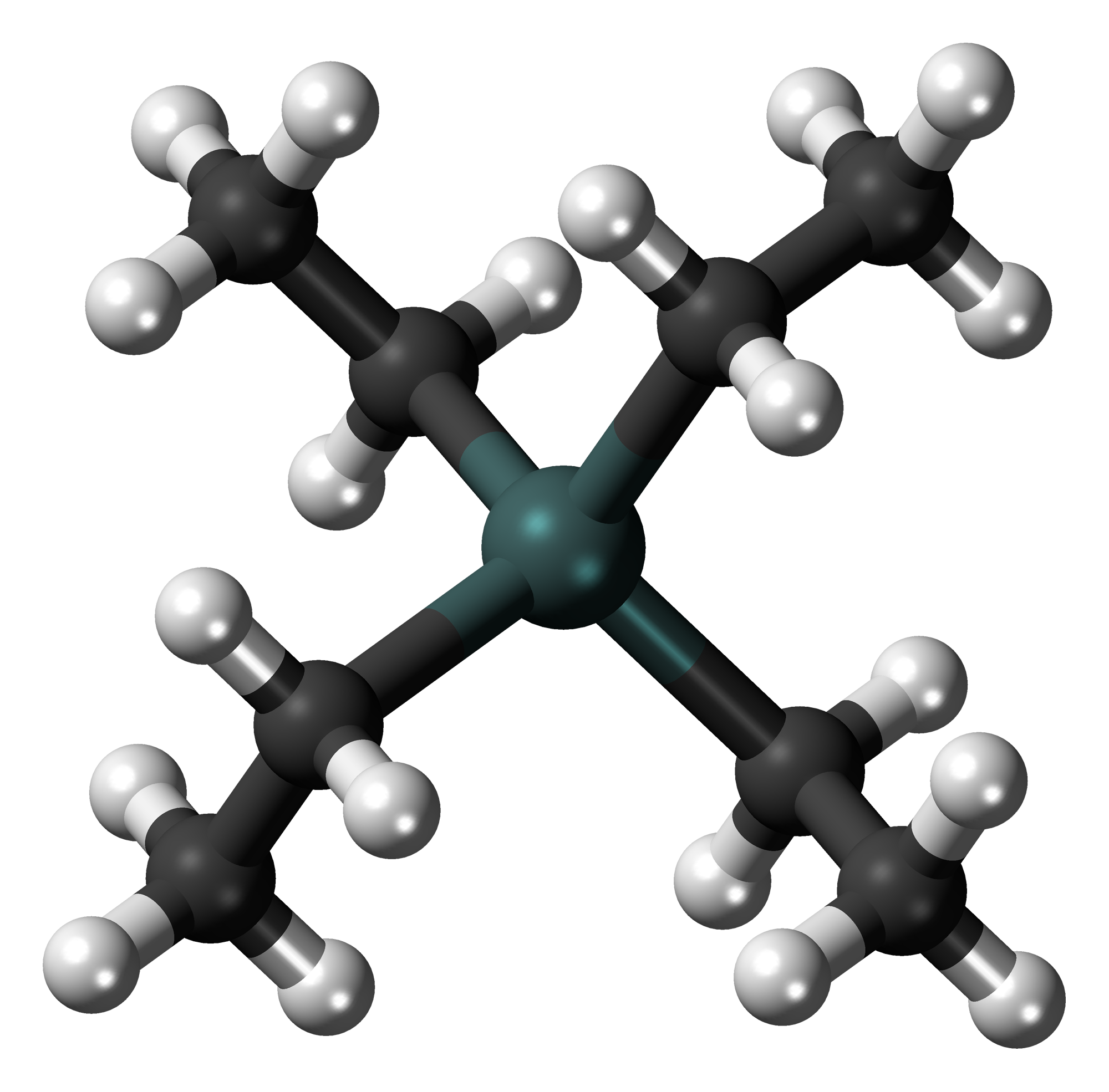
الرصاص رباعي الإيثيل أحد أهم الفلزات الثقيلة في الاستخدام الحديث.